# DJ CLOUD NINE
DJ CLOUD NINE（ディージェイ・クラウドナイン、1981年8月21日 - )は、東京都保谷市（現・西東京市）生まれの日本のクラブDJ。血液型はA型
。

## 人物概要
2002年に自らが主催するイベントを東京で立ち上げ、クラブDJ活動を開始。翌年にozone musicと契約。2004年に参加したイベント『エルグランド・ダ・ラップ・スナップ』で出会ったモスクワのノイズ・ミュージック・アーティストの『ジェチ・ソルゼーニ』に多大な影響を受け師事。それ以降はノイズ・ミュージックを駆使したプレイに傾向していく。現在はDJとしてイベント会社CuttingEdge主催のレギュラーイベント『Full Collapse』、『SmockFrock』への参加と併せて、リミックスDJ、トラックメイカーとしても活動しており、日・露のインディーズアーティストのリミックス・バージョンをいくつか制作、発表している。現在は静岡県在住。

## リミックスDJとして参加した音楽作品
- 『aKUto reVER』- 『Jack Jack Jack -Noise Dimension 3D mix-』2006年11月27日
- 『ジェチ・ソルゼーニ』- 『GRAIN - SmockFrockNoise mix-』2006年12月16日
- 『The BuffaRoses』- 『Life of the Party - Touch Me Noise mix-』2007年9月10日
- 『Kohen Namusa＋』- 『よりどころ -Inspiron Noise Dab mix-』2008年3月25日
- 『リプリーズ』- 『Romance Door -Prep Back Noise Remix-』2008年7月25日
- 『さるゲチュ』- 『彩りある想いに果て -Grass Roots 2008 mix-』2008年9月1日
- 『ディーオーエス』- 『COLORS OF THE STEREO -Valeur Noise Natural mix-』2009年7月10日
- 『Danger Day』- 『Skylines And Turnstiles -Revenge Cloud Nine mix-』2009年11月22日
- 『リプリーズ』- 『ジオラマの街で -We Are Enemies Remix-』2010年1月9日
- 『テディ』- 『Stay with me -Click Chip Catch Noise mix-』2010年6月9日
- 『ジェチ・ソルゼーニ』- 『SourcE -Giant Scotch mix 2010-』2010年11月8日
- 『スタンダードアローン』- 『September End -CN Breakdown mix-』2011年5月26日
- 『aKUto reVER』- 『Existence -THE NOISE (Evening Out!!) mix-』2011年7月7日
- 『リプリーズ』- 『月光 -Thnks Rck Noiz freve Remix-』2011年7月29日
- 『Danger Day』- 『Bullet -2011 Full Collapse mix-』2011年12月1日